# Magdi Allam
Pour les articles homonymes, voir Allam.
Magdi Cristiano Allam (en arabe مجدي علام majdī ʕallām), né au Caire le 22 avril 1952, est un journaliste et homme politique italien d'origine égyptienne,  ancien musulman converti au catholicisme, il a été un des sous-directeurs du quotidien Corriere della Sera, où il s'occupait des sujets relatifs au Proche-Orient et de ses relations avec l'Occident.

## Enfance et formation
En 1972, il a émigré en Italie. Licencié en sociologie de l'université de Rome « La Sapienza ».

## Carrière
Connu pour ses tribunes virulentes contre le fanatisme islamiste et ses prises de positions en faveur d'Israël, il est menacé en particulier par le Hamas et vit en permanence sous la protection de la police italienne, car il a reçu des menaces de mort.
Il a aussi travaillé à Il Manifesto et La Repubblica et il a publié neuf livres en Italien.
En juin 2009, il est élu député au Parlement européen, sous les couleurs d'un petit parti dont il est le fondateur, Protagonisti per l'Europa Cristiana, à la faveur d'une alliance avec l'Union de centre (UDC). Son parti, baptisé Io amo l'Italia  (Moi, j'aime l'Italie) est créé fin 2009. Il se présente aux élections régionales de 2010 en Basilicate avec une liste dénommée "Io amo la Lucania" (Moi, j'aime la Basilicate) et obtient près de 9 % des voix (et un siège de conseiller).
En 2011, il quitte le groupe du Parti populaire européen pour le groupe Europe libertés démocratie, le plus eurosceptique du Parlement européen.
Lors des élections générales italiennes de 2013, sa liste Io amo l'Italia  obtient 40 781 voix au Sénat (0,13 %) et 42 524 voix à la Chambre (0,12 %).
Lors des élections européennes de 2014, il est numéro 2 sur la liste de Frères d'Italie - Alliance nationale mais il est battu.

## Conversion au catholicisme
Musulman mais critique de l'islamisme, il décide en 2008 de se convertir au catholicisme et de délaisser l'islam.
Très proche du pape Benoît XVI[réf. nécessaire] et du mouvement « Communion et Libération », il a reçu, lors de la veillée pascale, du 22 mars 2008, le baptême des mains du Pape, adoptant désormais le prénom Cristiano (Christian).
Dans une tribune, il a affirmé qu'en se convertissant « à l'authentique religion de la Vérité, de la Vie et de la Liberté » il estime s'être « affranchi de l'obscurantisme d'une idéologie qui légitime le mensonge et la dissimulation, la mort violente qui conduit à l'homicide et au suicide » et espère que son baptême serve d'exemple « à des milliers de musulmans convertis au christianisme [...] obligés de cacher leur nouvelle foi par peur d'être assassinés par les terroristes islamistes [alors que] des milliers de convertis à l'islam [...] vivent sereinement leur foi ». Il vit aujourd'hui sous escorte policière: « Ma conversion au catholicisme est l’aboutissement d’une méditation intérieure progressive et profonde. Jamais je n’aurais pu m’y soustraire, étant donné que, depuis cinq ans, je suis contraint de vivre enfermé, avec une surveillance continue de ma maison et une escorte de carabiniers pour chacun de mes déplacements. Cette situation est due aux menaces et aux condamnations à mort que m’adressent les extrémistes et les terroristes islamistes, d’Italie ou de l’étranger. ».
En mars 2013, il quitte l'Église catholique. Il en donne pour raison son opposition « au mondialisme [de l'Église], qui pousse à l’ouverture inconditionnelle des frontières nationales » au nom de la fraternité universelle. Il se dit « convaincu au contraire que la population autochtone doit légitimement jouir du droit et du devoir de protéger sa propre civilisation et son propre patrimoine ».

## Vie privée
Il est devenu citoyen italien en 1986. Marié (mais maintenant séparé) à une arabisante catholique italienne, il est père de trois enfants.

## Livres
- Islam, Italia: chi sono e cosa pensano i musulmani che vivono tra noi (2001)
- Bin Laden in Italia: viaggio nell'islam radicale (2002)
- Diario dall'Islam. Cronache di una nuova guerra (2002)
- Saddam: storia segreta di un dittatore (2003)
- Jihad in Italia. Viaggio nell'Islam radicale (2003)
- Kamikaze made in Europe. Riuscirà l'Occidente a sconfiggere i terroristi islamici? (2005)
- Io amo l'Italia: ma gli italiani la amano? (2006)
- Vincere la paura. La mia vita contro il terrorismo islamico e l'incoscienza dell'occidente (2006)
- Viva Israele. Dall'ideologia della morte alla civiltà della vita: la mia storia (2007)